# Badminton na Letních olympijských hrách 2000
Badminton na Letních olympijských hrách 2000.

## Medailisté

### Muži
| Kategorie    | Zlato                                          | Stříbro                                          | Bronz                                           |
| ------------ | ---------------------------------------------- | ------------------------------------------------ | ----------------------------------------------- |
| dvouhra mužů | Čína (CHN) · Ťi Sin-pcheng                     | Indonésie (INA) · Hendrawan                      | Čína (CHN) · Sia Süan-ce                        |
| čtyřhra mužů | Indonésie (INA) · Tony Gunawan · Candra Wijaya | Jižní Korea (KOR) · Lee Dong-soo · Yoo Yong-sung | Jižní Korea (KOR) · Ha Tae-kwon · Kim Dong-moon |

### Ženy
| Kategorie   | Zlato                        | Stříbro                                | Bronz                                |
| ----------- | ---------------------------- | -------------------------------------- | ------------------------------------ |
| dvouhra žen | Čína (CHN) · Kung Č’-čchao   | Dánsko (DEN) · Camilla Martin          | Čína (CHN) · Jie Čao-jing            |
| čtyřhra žen | Čína (CHN) · Ke Fej · Ku Ťün | Čína (CHN) · Chuang Nan-jen · Jang Wej | Čína (CHN) · Kao Ling · Čchin I-jüan |

### Smíšené
| Kategorie       | Zlato                            | Stříbro                                           | Bronz                                              |
| --------------- | -------------------------------- | ------------------------------------------------- | -------------------------------------------------- |
| smíšená čtyřhra | Čína (CHN) · Čang Ťün · Kao Ling | Indonésie (INA) · Tri Kusharyanto · Minarti Timur | Velká Británie (GBR) · Simon Archer · Joanne Goode |

## Přehled medailí
| Pořadí | Země           | Zlato | Stříbro | Bronz | Celkově |
| ------ | -------------- | ----- | ------- | ----- | ------- |
| 1.     | Čína           | 4     | 1       | 3     | 8       |
| 2.     | Indonésie      | 1     | 2       | 0     | 3       |
| 3.     | Jižní Korea    | 0     | 1       | 1     | 2       |
| 4.     | Dánsko         | 0     | 1       | 0     | 1       |
| 5.     | Velká Británie | 0     | 0       | 1     | 1       |
| Celkem | Celkem         | 5     | 5       | 5     | 15      |